# مظرف يونكس

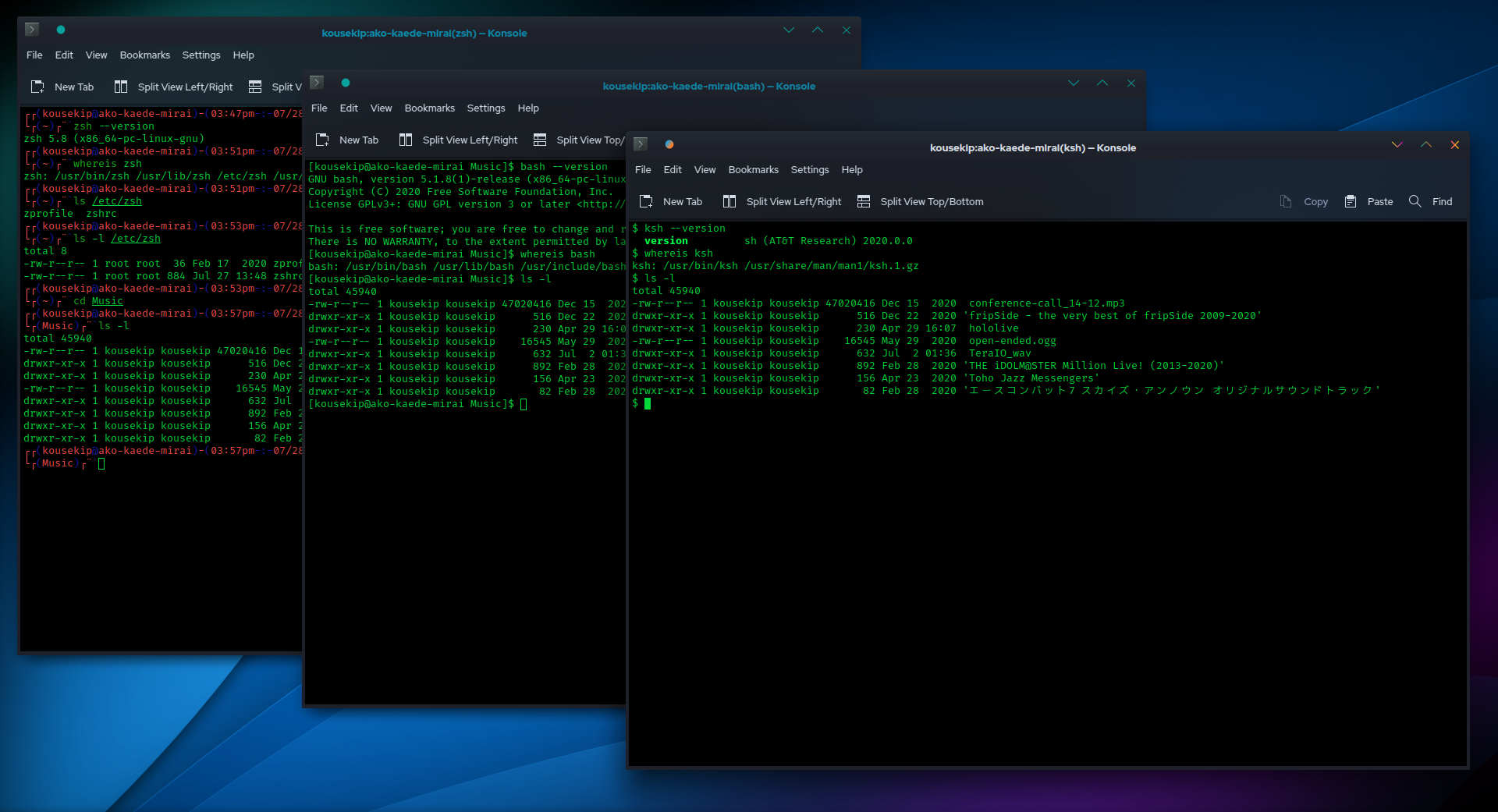
نافذة شل يونيكس

هي نافذة غالبا ما تكون سوداء اللون يتمّ الوصول إليها من وحدة التحكم أو الطرفية (Terminal). يقوم المستخدم بتشغيل الأوامر بإدخال نص ثم يتم تنفيذه من طرف الشل. في مختلف أنظمة التشغيل مايكروسوفت ويندوز، يوجد برنامج مماثل للشل هو command.com أو CMD.EXE.
تضم أنظمة التشغيل يونكس في الغالب شل. في البداية كان الشل الافتراضي هو sh، والذي تطورت إلى العديد من الإصدارات، منها tcsh، أو KSh، أو rc واليوم هناك الباتش و هو مستوحى من SH,ksh و csh.